# 吉列尔莫·门迪萨瓦尔
吉列尔莫·门迪萨瓦尔（西班牙語：Guillermo Mendizábal，1954年10月8日—），墨西哥男子足球运动员，司职中场。他曾代表墨西哥国家队参加1978年国际足联世界杯，结果队伍止步小组赛阶段。